# 石丸癲狂院
石丸癲狂院（いしまるてんきょういん）とは、現在の大阪府豊中市熊野町2丁目にあった精神科診療所である。

## 概要
- 1818年（文政元年）頃、大阪城代の御殿医で漢方医の石丸周吾が漢方薬による精神医療を始めた。
- 1885年（明治18年）、石丸周吾の子孫の姻戚である木村謙太郎を院長とする「石丸癲狂病院」に組織を改める。
- 1900年（明治33年）、石丸病院と改称。病棟を病室17室・収容定員25人に増築。

しかし、第二次世界大戦中に軍に接収されて修練道場に指定される。1945年（昭和20年）に閉院された。